# Luis López de Solís
Luis López de Solís ( * Salamanca, 1534 - † Lima, 1606), fraile agustino español que ocupó altos cargos eclesiásticos en el Virreinato del Perú. Cuarto obispo de Quito.

## Biografía
Sus padres Francisco de los Ríos y María López de Solís eran de noble condición, muy joven luego de concluidos sus estudios de Artes en la Universidad de Salamanca, tomó el hábito agustino (1552) y profesó el 9 de mayo de 1553. Luego de recibir el diaconato se embarcó en Sanlúcar de Barrameda con destino al Perú.

### Provincial agustino
Llegando a Lima se ordenó de sacerdote (1559), enseñó Filosofía en el recién creado Convento agustino, después pasó a Trujillo donde se estableció la cátedra de Teología que leyó por varios años. En 1570 se graduó de Maestro. El 71 fue elegido Provincial de su Orden en el Perú por dos años y el 87 volvió a serlo. El 73 compró una casa y el martes, 9 de Julio se cambió en altas horas de la noche con toda la Comunidad y tomó posesión del local ante el alcalde ordinario Pedro de la Vega. Los religiosos de Santo Domingo y de la Merced pusieron pleito para arrojarles de su nuevo alojamiento y comprando una casa colindante se introdujeron allí a deshoras y asaltaron a aquellos, quitándoles la campana que ya tenían colocada, con otras violencias. La autoridad tuvo que intervenir para que los Dominicos se retiraran a su Convento y los Agustinos extendieron sus dominios abrazando toda la manzana. El 74 colocó la primera piedra del templo que hizo levantar con toda munificencia.
En 1577 fue el primer Catedrático asociado de Vísperas de Sagrada Teología en la Universidad de San Marcos. Después ocupó los prioratos de Lima y Chuquisaca. El 82 y el 91 concurrió como Teólogo Diputado de los Concilios limenses reunidos por el Arzobispo Toribio de Mogrovejo. "El Rey Felipe II le presentó para Obispo de Río de la Plata y el Virrey Marqués de Cañete le envió de Visitador a la Real Audiencia de Charcas, donde ejerció con rectitud y probidad sus funciones, suspendió a un Oidor y multó a otros, después realizó una equitativa distribución de las tierras baldías enmendando las usurpaciones que descubría y arreglando con justicia los gravámenes, pero le acusaron en la Corte de favorecer a los indios.
El Virrey manifestó: "El Padre Fray Luis López de Solís es muy virtuoso; sin codicia y muy discreto para gobernar: buena letra, buena edad y mucha experiencia de las cosas de esta tierra".

### Obispo de Quito
Nuevamente en Lima, en 1592 encontró las Bulas para el Obispado de Quito y marchó a esa Diócesis. En Trujillo fue consagrado por Mogrovejo, que se hallaba en dicha ciudad practicando la Visita.
El 25 de julio de 1594 entró en Quito, predicó en contra de la recién concluida revolución de las Alcabalas a los frailes que habían participado en ella, reunió el primer Sínodo Diocesano el 15 de agosto en la Catedral y comenzó la Visita de rigor, predicando en todos los pueblos hasta los confines de Loja con la ayuda de un jesuita conocedor de la lengua del Inca. El 95 celebró el segundo sínodo Diocesano en Loja
A mediados de 1605 fue ascendido al Arzobispado de Charcas y tuvo que salir de Quito a ocultas y sin que nadie lo advirtiese para evitar que la gente acudiera en tropel a despedirle. Dejó, sin embargo, como mejor recuerdo suyo, su sobriedad en todo y el trato especial demostrado en la protección e instrucción de los indios y como cosa mala el haber perseguido con rigor y severidad a los clérigos que habían participado en la revolución de las Alcabalas.
Durante su obispado de doce años fundó cuatro parroquias y dos conventos de monjas costeando sus edificios, igual cosa realizó con el Seminario de San Luis que entregó a los jesuitas. Estableció una Casa y Hospicio para mujeres, monasterios en Loja, Cuenca, Riobamba y Pasto. Inauguró una etapa de mayor tensión espiritual y de exigencia a encomenderos y españoles.
En lo personal se había impuesto como regla invariable de vida vestir un sayal de lana tejida de negro que era su hábito y no tener en su casa sino a personas de virtud probada. Distribuía el tiempo levantándose antes del amanecer para rezar, asistía a los oficios, administraba las cuentas, recibía visitas siempre que fueran rápidas, almorzaba con gran parquedad, volvía a los Oficios, daba órdenes y disposiciones y se acostaba tarde después de otros rezos en su oratorio, por lo que dormía muy poco y casi no comía. En sus disciplinas corporales de sangre era riguroso y se las aplicaba por las noches y muy severamente. Los viernes se iba a pie a Guápulo a celebrar misa los sábados de mañana. Caritativo con los pobres, solía dividir las rentas del Obispado entre las construcciones y ciertas ayudas al prójimo.
En 1602 mantuvo competencias muy ruidosas con los oidores de la Audiencia a causa de la lectura de la Bula de la Cena, así llamada porque era usual publicarla en Roma cada Jueves Santo y establecía gravísimas excomuniones a los que atentaban contra la jurisdicción eclesiástica o de cualquier manera perjudicaban a la iglesia, a las personas o cosas sagradas. Dicha Bula estaba aun en discusión en la Corte que había apelado ante el Papa y su aplicación en Quito fue por orden de Mogrovejo.
Arribó a Lima el 28 de junio y se dirigió a su Convento donde le recibieron cantando un Te Deum, se aposentó en la misma celda que había ocupado antes, estaba con ciertos achaques de salud nada serios, pero presintiendo su cercano fin exclamó "He aquí que moriré en mi propio nido" al séptimo día pidió el Viático y la Extremaunción, tomó un Crucifijo y en fervoroso coloquio le rodaron gruesas lágrimas por la mejillas. Finalmente dijo Jesús, Jesús y expiró en horas de la mañana del 5 de julio de 1606, a los 72 años de edad. Fue sepultado con gran pompa y acompañamiento en su templo agustino, en una fosa común con sus hermanos que le habían precedido en el viaje definitivo, pues así lo había pedido, por eso no existe su tumba.
Días antes de su muerte le había llegado una carta del Duque de Lerma, válido del Rey Felipe III, en que le comunicaba haber pedido el Arzobispado de Lima para él. Un familiar le comentó que se cumpliría la profecía de Cádiz, pero Fray Luis replicó "Yo no iré al Arzobispado sino al sepulcro".
Tuvo facilidad de expresión, su prosa fue funcional, clara y eficaz, animada por sentimientos fuertes y casi apasionados. Fue celoso por la verdad. Su carga emocional se traducía en devociones, trabajos y cólera.
Doctor, predicador, prudente, de ánimo esforzado para todo asunto del espíritu, gustaba construir templos y monasterios, en religión era cumplido, de gran ejemplo y severidad. Su fisonomía adusta, la delgadez de su cuerpo y la blancura de su tez, le daba una apariencia imponente pero dominaba a las personas con bondad aunque sin concesiones. Se conservan sus retratos en Lima y Quito. Nunca quiso aprender el Quichua.